# Gory Tel'mana
Gory Tel'mana är ett berg i Antarktis. Det ligger i Östantarktis. Norge gör anspråk på området. Toppen på Gory Tel'mana är 2 609 meter över havet, eller 38 meter över den omgivande terrängen. Bredden vid basen är 0,68 km.
Terrängen runt Gory Tel'mana är varierad.  Trakten är obefolkad. Det finns inga samhällen i närheten.